# Ridderorden in Israël
Israël kent zijn soldaten en matrozen medailles toe. Alleen voor de politie is er een orde.
- De Orde voor Heldendom in de Politie (Engels: "Police Heroism Order  Police Valiant Conduct Order")
- De Orde voor Voortreffelijk gedrag in de Politie (Engels: "Police Exemplary Conduct Order")
- De Orde voor  Belangrijke Diensten in de Politie (Engels: "Police Distinguished Service Order")